# OGC референтни модел
OGC референтни модел описује окосницу текућег рада Open Geospatial Consortium-а (OGC) и његових спецификација, спровођење рјешења за интероперативност, апликације за геосервисе, податке и апликације. Он није OGC стандард.
Има сљедеће намјене:
- Омогућује основу за координирање и разумјевање (унутрашњих као и спољних) OGC активности и Техничку основу;
- Ажурира/Мијења дјелове OpenGIS водича из 1998;
- Описује OGC основне захтјеве за гео-интероперабилност;
- Описује OGC архитектурни оквир кроз серију непреклапајућих тачки гледишта: укључујући постојеће особине и елементе;
- Регулише развој специфичних-за-домен међуоперабилности кроз примјере.